# Crotram
Crotram — хорватський консорціум двох компаній, який виробляє перший хорватський трамвай з низькою підлогою (TMK 2100, TMK 2200, TMK 2300). Консорціум складається з Končar Elektroindustrija dd та TŽV Gredelj d.o.o., обидва з Загреба. Хоча теоретично обидві компанії мають однакове значення в консорціумі, Gredelj виробляє лише 13 % вартості трамвая, тільки кузови. Натомість Končar зробив загальні проекти для трамваю, електрики, електроніки та виконує остаточну збірку. Спочатку завод Đuro Đaković також входив до складу консорціуму, але покинув його незабаром після початку проекту. Розробка і виробництво гідравліки і механіки візка були передані німецьким компаніям SAMES Hydro-Systemtechnik GmbH & Co. KG і Henschel Antriebstechnik GmbH .

## TMK 2100
ТМК 2100 — трамвай хорватських компаній Кончар і TZV Gredelj, що вироблявся в період з 1994 по 2003 рік з використанням запчастин від ТМК 201. Прототип був виготовлений в 1994 році, а серійне виробництво розпочалося у 1997 році. Для міста Загреб замовлено і доставлено 16 трамваїв.

## TMK 2200

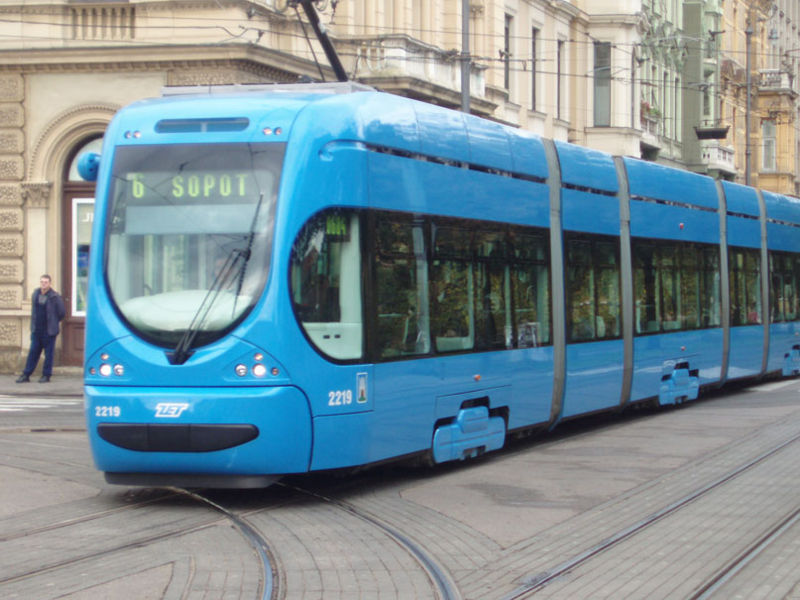
ТМК 2200 у 2006 році

ТМК 2200 (також відомий як NT 2200 є трамваєм з низькою підлогою, який забезпечує перевезення в Загребі, столиці Хорватії. ZET (міське підприємство громадського транспорту Zagrebački električni tramvaj) замовило в 2003 році 70 таких трамваїв після того, як консорціум Crotram виграв тендер, конкуруючи з пропозиціями Siemens AG і AnsaldoBreda, SPA.
TMK 2200 — односторонній п'ятисекційний трамвай з низькою підлогою.
- Довжина: 32 м
- Ширина: 2,3 м
- Висота: 3,4 м
- Висота підлоги: 350 мм
- Висота підлоги на вході: 300 мм
- Кількість місць для сидіння: 41
- Кількість стоячих місць: 161 (4 пасажири / м2)
- Діаметр колеса (нове / зношене): 660/605 мм
- Максимальна швидкість: 70 км / год

Є 6 дверей, розташовані з одного боку.
Салон обладнаний системою кондиціювання повітря, сидіннями ергономічної форми.
Візки розташовані під 1, 3 і 5 секціями.

## TMK 2300

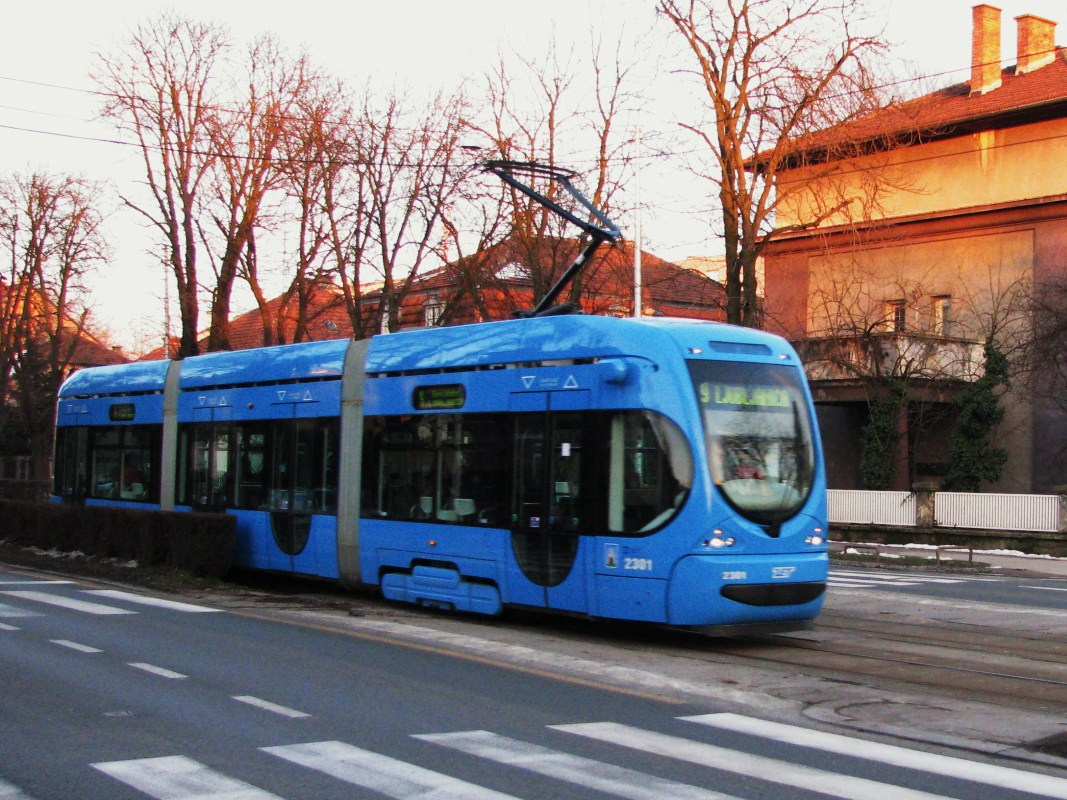
TMK 2200-K у Загребі

TMK 2300 або TMK 2200-K — односторонній трисекційний трамвай із низькою підлогою, є укороченою версією TMK 2200 — трамвай складається з трьох секцій замість п'яти.
На даний момент єдиним оператором є ZET.
На сайті виробника модель позначається як TMK 2200-K, в той час як в Загребі використовується позначення TMK 2300.
Технічні характеристики
- Довжина: 20,7 м
- Ширина: 2,3 м
- Висота: 3,4 м
- Висота підлоги: 350 мм
- Висота підлоги на вході: 300 мм
- Кількість місць для сидіння: 27 + 8 (8 відкидних місць)
- Кількість стоячих місць: 95/84 (4 пасажири / м2)
- Діаметр колеса (нове / зношене): 660/605 мм
- Максимальна швидкість: 70 км / год

Є 4 двері, розташовані з одного боку.
Салон обладнаний системою кондиціювання повітря, сидіннями ергономічної форми.
Візки розташовані під 1 і 3 секціями.